# Distrito electoral 20 (Nebraska)
El distrito electoral 20 (en inglés: Precinct 20) es un distrito electoral ubicado en el condado de Cedar en el estado estadounidense de Nebraska. En el Censo de 2010 tenía una población de 239 habitantes y una densidad poblacional de 2,57 personas por km².

## Geografía
El distrito electoral 20 se encuentra ubicado en las coordenadas 42°23′56″N 97°11′0″O / 42.39889, -97.18333. Según la Oficina del Censo de los Estados Unidos, el distrito electoral 20 tiene una superficie total de 92.97 km², que corresponden a tierra firme.

## Demografía
Según el censo de 2010, había 239 personas residiendo en el distrito electoral 20. La densidad de población era de 2,57 hab./km². De los 239 habitantes, el distrito electoral 20 estaba compuesto por el 97.49% blancos, el 0.84% eran de otras razas y el 1.67% pertenecían a dos o más razas. Del total de la población el 3.35% eran hispanos o latinos de cualquier raza.